# Crystal Reedová
Crystal Reedová (nepřechýleně Reed; * 6. února 1985 Roseville, Michigan, USA) je americká herečka, známá zejména ztvárněním postavy Allison Argentové v televizním seriálu Vlčí mládě, Sofie Falcone v seriálu Gotham a Abby Arcane v seriálu Bažináč.

## Profesní kariéra
Narodila se a vyrostla ve městě Roseville asi 30 kilometrů severovýchodně od Detroitu.
V průběhu roku 2010 se objevila v několika epizodních rolích televizních seriálů Kriminálka Las Vegas (21. díl 10. řady „Ztráty a nálezy“, role: Julie), Těžký časy RJ Bergera (3. díl 1. řady „The Berger Cometh“, role: Renee), Rizzoli & Isles: Vraždy na pitevně (4. díl 1. řady „Tvrdě vydřené peníze“, role: Natalie) a Kriminálka New York (3. díl 7. řady „Damned If You Do“, role: Jules Rodayová).
V prosinci 2009 bylo ohlášeno její obsazení do jedné z hlavních rolí chystaného seriálu Vlčí mládě (Teen Wolf). Seriál vychází ze stejnojmenného filmu z roku 1985 (česky uváděného též jako Školák vlkodlak) s Michaelem J. Foxem v hlavní roli. Pilotní díl seriálu tehdy připravoval tvůrce Jeff Davis pro televizi MTV a následně jej rozšířil ve 12dílnou sérii, kterou MTV nasadila do vysílání od června 2011. Po jejím úspěchu seriál pokračoval i v dalších sezónách. Reedová zde ztvárnila Allison Argentovou, mladou středoškolačku, která se opětovaně zamilovala do svého spolužáka, lakrosového hráče a čerstvého vlkodlaka Scotta McCalla (v podání Tylera Poseyho). Před koncem 3. sezóny však ze seriálu odešla a tvůrci nechali její postavu zemřít. V týdeníku Entertainment k tomu uvedla, že už chtěla jít dál k jiným rolím, neboť ve svých 29 letech zde hrála 17letou dívku.
Jejímu dalšímu působení už dominovalo účinkování ve filmech. Už v lednu 2010 byla obsazena do sci-fi thrilleru Skyline režisérské sourozenecké dvojice Grega a Colina Strausových, který byl před koncem téhož roku uveden do kin. Menší roli si zahrála po boku Ryana Goslinga a Stevea Carella v romantické komedii Bláznivá, zatracená láska (Crazy, Stupid, Love, 2011).

## Filmografie

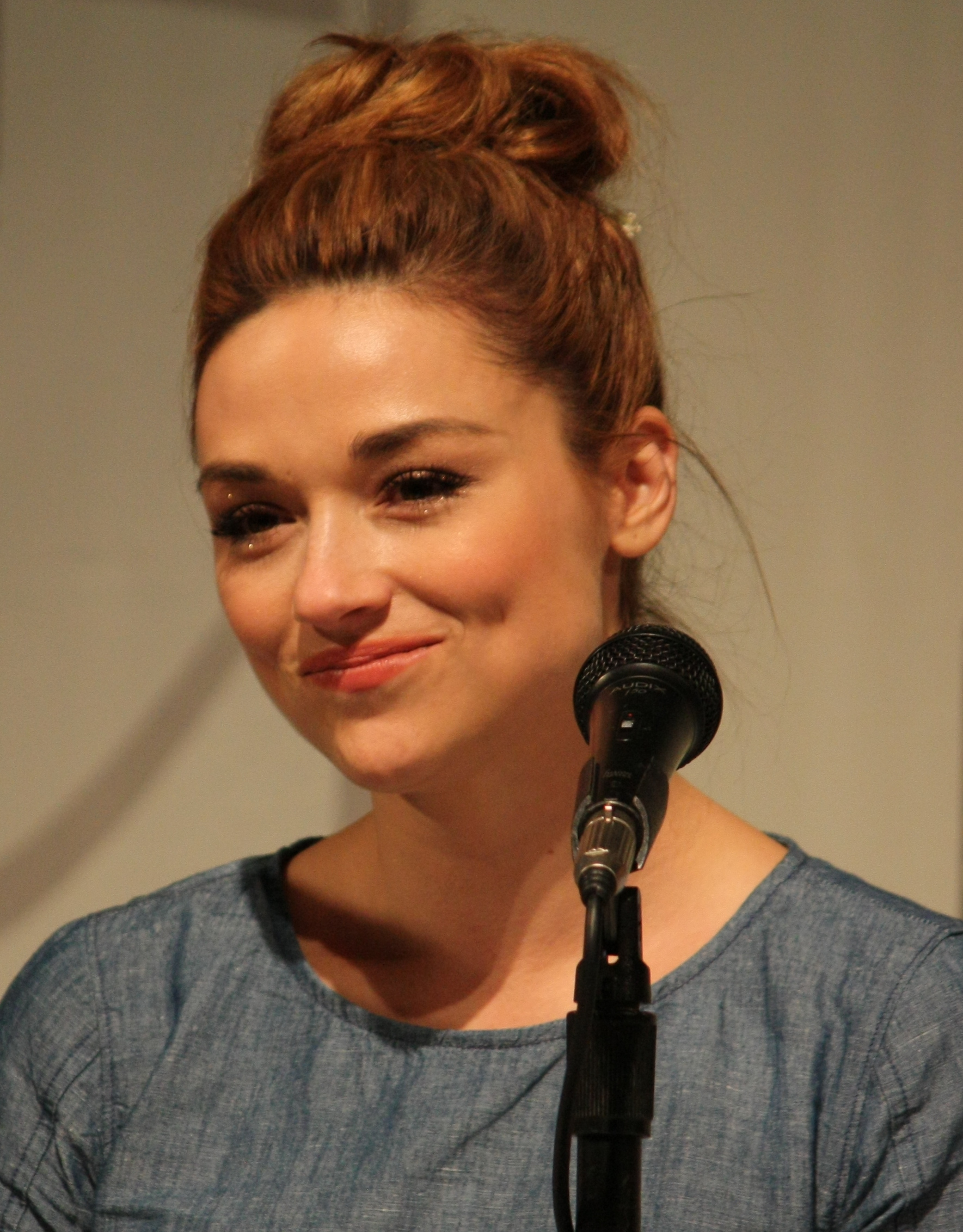
Reed v roce 2012 na San Diego Comic-Con

### Film
| Rok  | Název                     | Role             | Poznámky |
| ---- | ------------------------- | ---------------- | -------- |
| 2010 | Skyline                   | Denise           |          |
| 2011 | Bláznivá, zatracená láska | Amy Johnson      |          |
| 2012 | Jewtopia                  | Rebecca Ogin     |          |
| 2013 | Crush                     | Bess             |          |
| 2015 | Too Late                  | Dorothy Mahler   |          |
| 2018 | Ghostland                 | Elizabeth Keller |          |

### Televize
| Rok            | Název                              | Role                               | Poznámky                                                                   |
| -------------- | ---------------------------------- | ---------------------------------- | -------------------------------------------------------------------------- |
| 2010           | Kriminálka Las Vegas               | Julie                              | díl: "Ztráty a nálezy"                                                     |
| 2010           | Těžký časy RJ Bergera              | Renee                              | díl: "The Berger Cometh"                                                   |
| 2010           | Rizzoli & Isles: Vraždy na pitevně | Natalie                            | díl: "Tvrdě vydřené peníze"                                                |
| 2010           | Kriminálka New York                | Jules Roday                        | díl: "Damned If You Do"                                                    |
| 2011–2014 2016 | Vlčí mládě                         | Allison Argent / Marie Jeanne Vale | hlavni role; 48 dílů (1.–3. řada) hostující role; díl: "Gevaudanská panna" |
| 2011           | Lopez Tonight                      | ona sama                           | hostující role; 285. díl                                                   |
| 2011           | V těle boubelky                    | Ali                                | díl: "He Said, She Said"                                                   |
| 2013           | Módní policie                      | ona sama                           | hostující role; 32. díl                                                    |
| 2017–2018      | Gotham                             | Sofia Falcone                      | hlavni role; 20 dílů (4. řada)                                             |
| 2019           | Bažináč                            | Abby Arcane                        | hlavní role, 10 dílů                                                       |

## Ocenění
| Rok  | Ocenění                | Kategorie                           | Oceněná práce | Výsledek  | Ref           |
| ---- | ---------------------- | ----------------------------------- | ------------- | --------- | ------------- |
| 2011 | Teen Choice Awards     | Letní ženská televizní hvězda       | Vlčí mládě    | nominace  | [ 23 ]        |
| 2011 | Teen Choice Awards     | Televizní herečka ve sci-fi/fantasy | Vlčí mládě    | nominace  | [ 24 ]        |
| 2012 | Teen Choice Awards     | Letní ženská televizní hvězda       | Vlčí mládě    | nominace  | [ 25 ] [ 26 ] |
| 2013 | Young Hollywood Awards | Nejlepší herecké obsazení           | Vlčí mládě    | vítězství | [ 27 ] [ 28 ] |